# Twickenham
Pour le stade, voir Stade de Twickenham ; pour la circonscription, voir Twickenham (circonscription britannique).
Twickenham est une ville de la banlieue sud-ouest du Grand Londres. Elle est le centre administratif du Borough Richmond upon Thames. La mairie est à York House.

## Bâtiments historiques

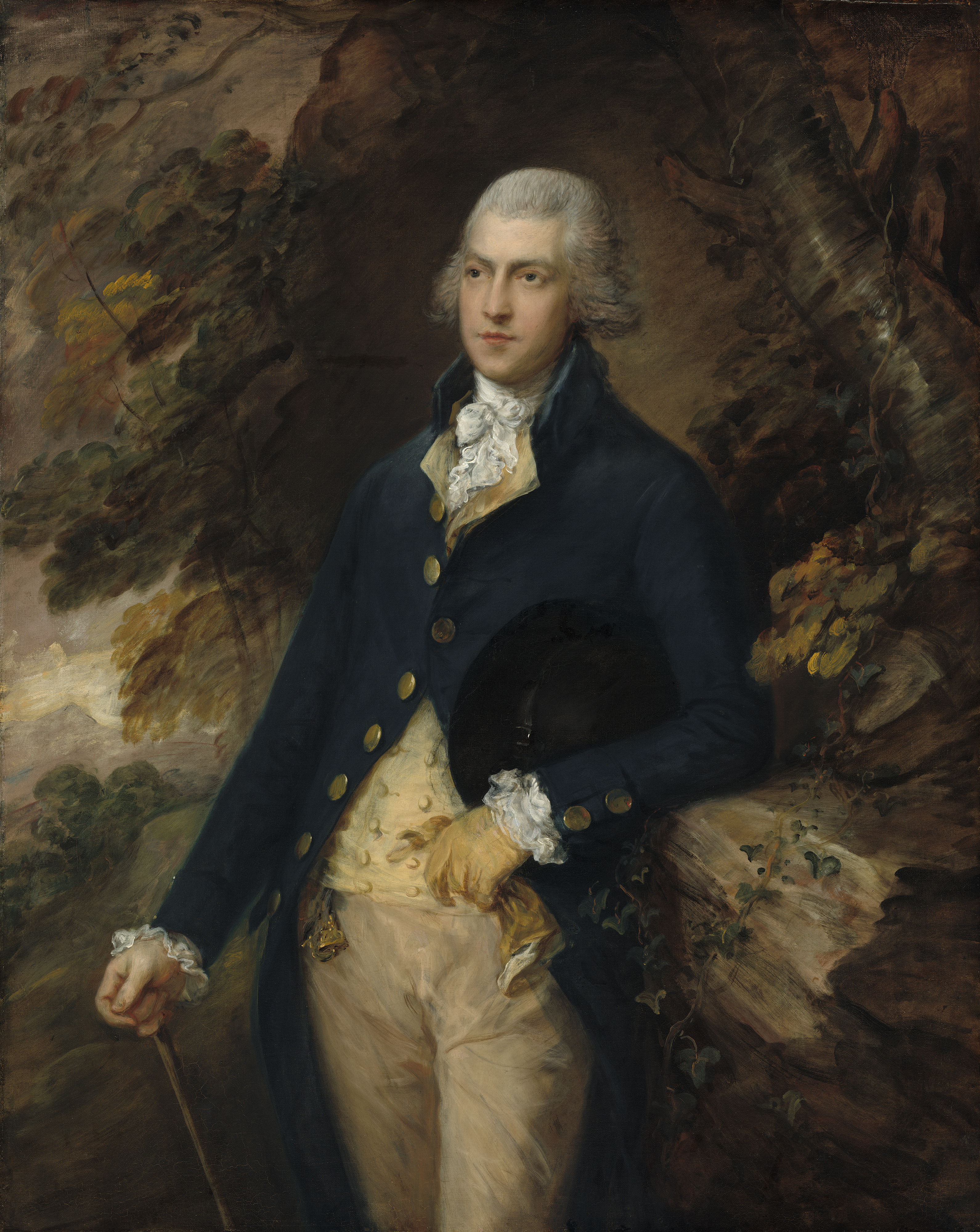
Francis Basset
Lord de Dunstanville
v. 1786 par Gainsborough
National Gallery of Art

Francis Basset (1757-1835) achète en 1785 le majestueux Radnor House, construit en 1673 sur les rives de la Tamise à Cross Deep, Strawberry Hill, à 0,80 km au sud du centre-ville. Il est probable qu'il demande à Thomas Gainsborough de peindre son portrait et celui de sa femme, Frances Susanna Coxe (vers 1760-1823), peu après cet achat ; il reste sa propriété jusqu’en 1793. 
Le bâtiment a été détruit par une bombe en 1940 et les restes de la maison et des terrains font partie des actuels Radnor Gardens.
À l'est de la ville se trouve une maison bâtie au XVIIe siècle, « grand château de style disparate, plus confortable que fastueux » (François Guizot en 1847) qui fut louée en 1848 par Louis-Philippe, Duc d'Orléans quand il fut en exil au XIXe siècle ; aujourd'hui, c'est une galerie qui s'appelle « Orleans House » .
Après la mort du dernier roi de France (1850) lui succéda à Orleans House son plus jeune fils, le richissime Henri d'Orléans, duc d'Aumale, avec sa famille (son épouse y mourut en 1869) ; il y abrita sa bibliothèque et ses collections d'art, qu'en 1871 il fit transporter dans son immense château-musée de Chantilly. Dès le début de son long exil, il dit à son professeur et ami Guérard « l'Angleterre me pèse, les Anglais encore plus »...
Horace Walpole y construit, en 1749, Strawberry Hill House, château de style néogothique, réplique d'un château médiéval, qui sert encore de nos jours de modèle.
L'église catholique Saint-Jacques (Saint James en anglais) est située au sud de la ville. À l'intérieur de l'église se trouve un mémorial à Manuel II, le dernier roi du Portugal, qui habitait à l'ouest de Twickenham durant son exil, de 1910 à sa mort en 1932.

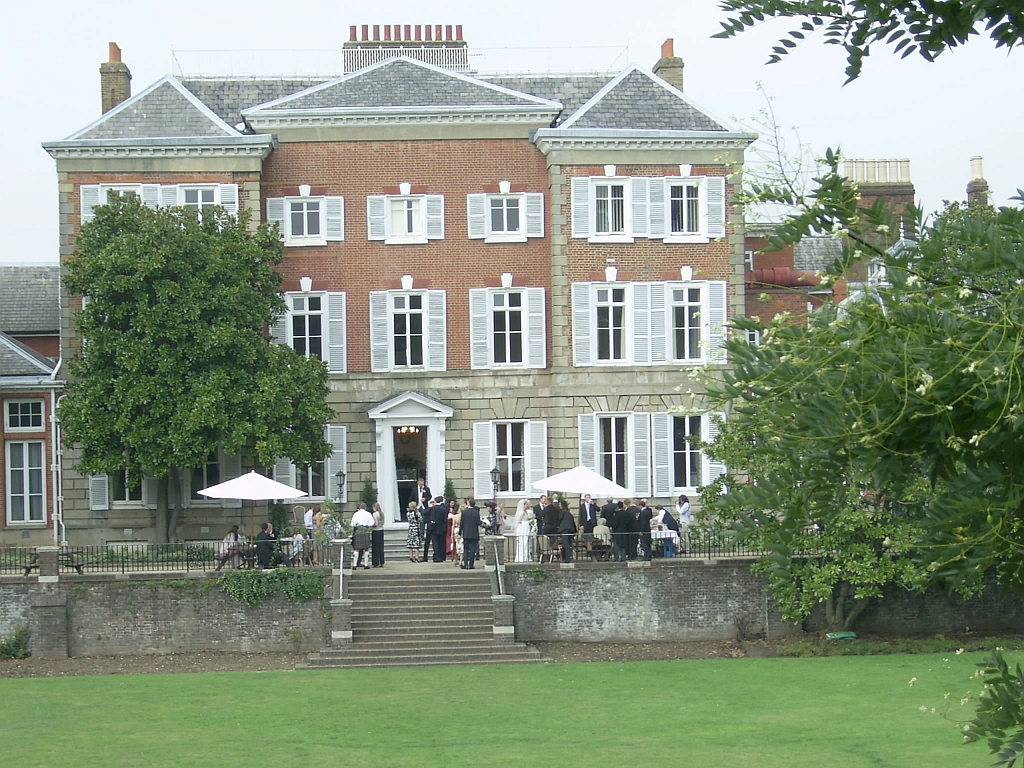
York House, mairie de Twickenham
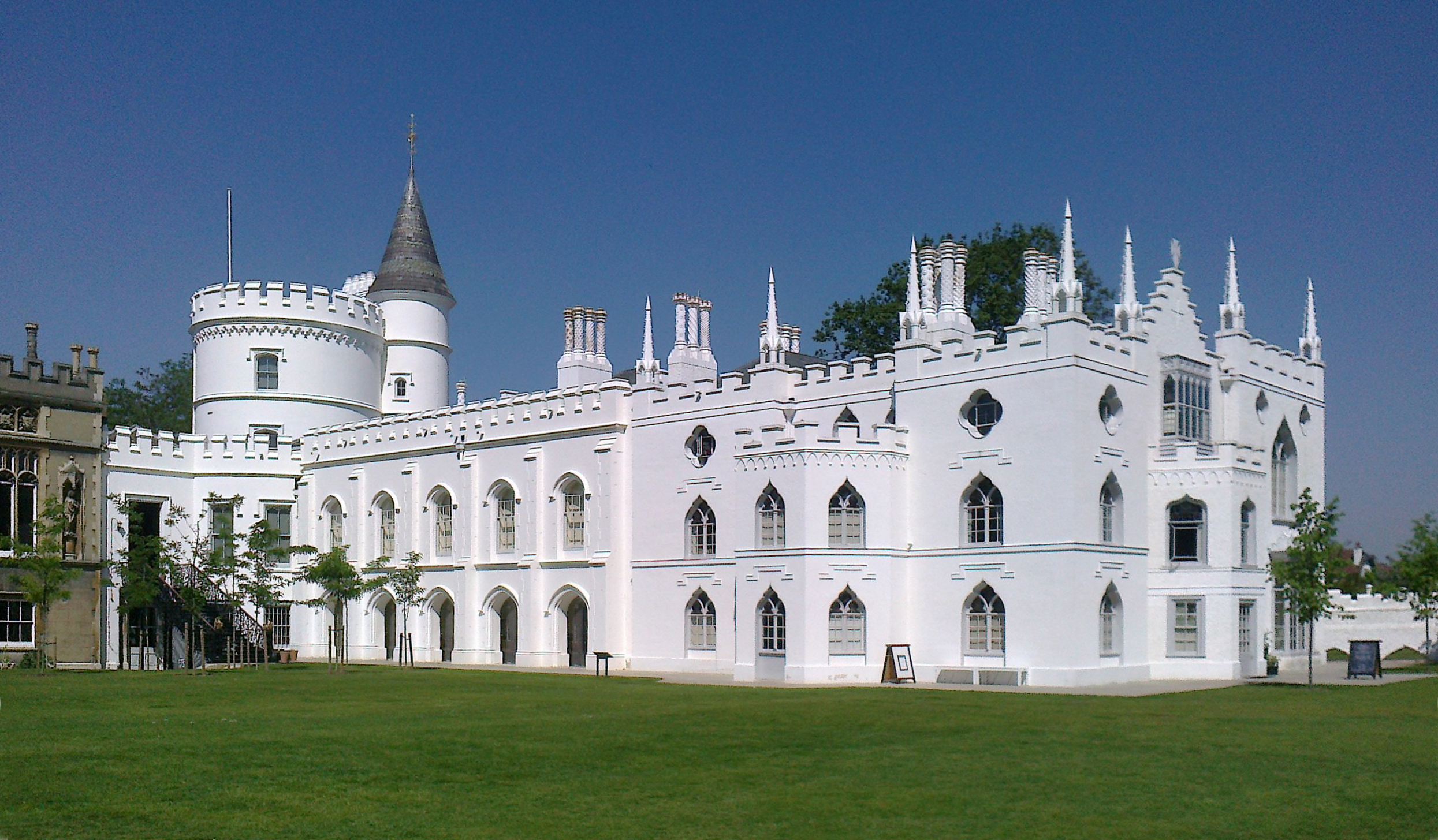
Strawberry Hill House en 2012 après sa restauration
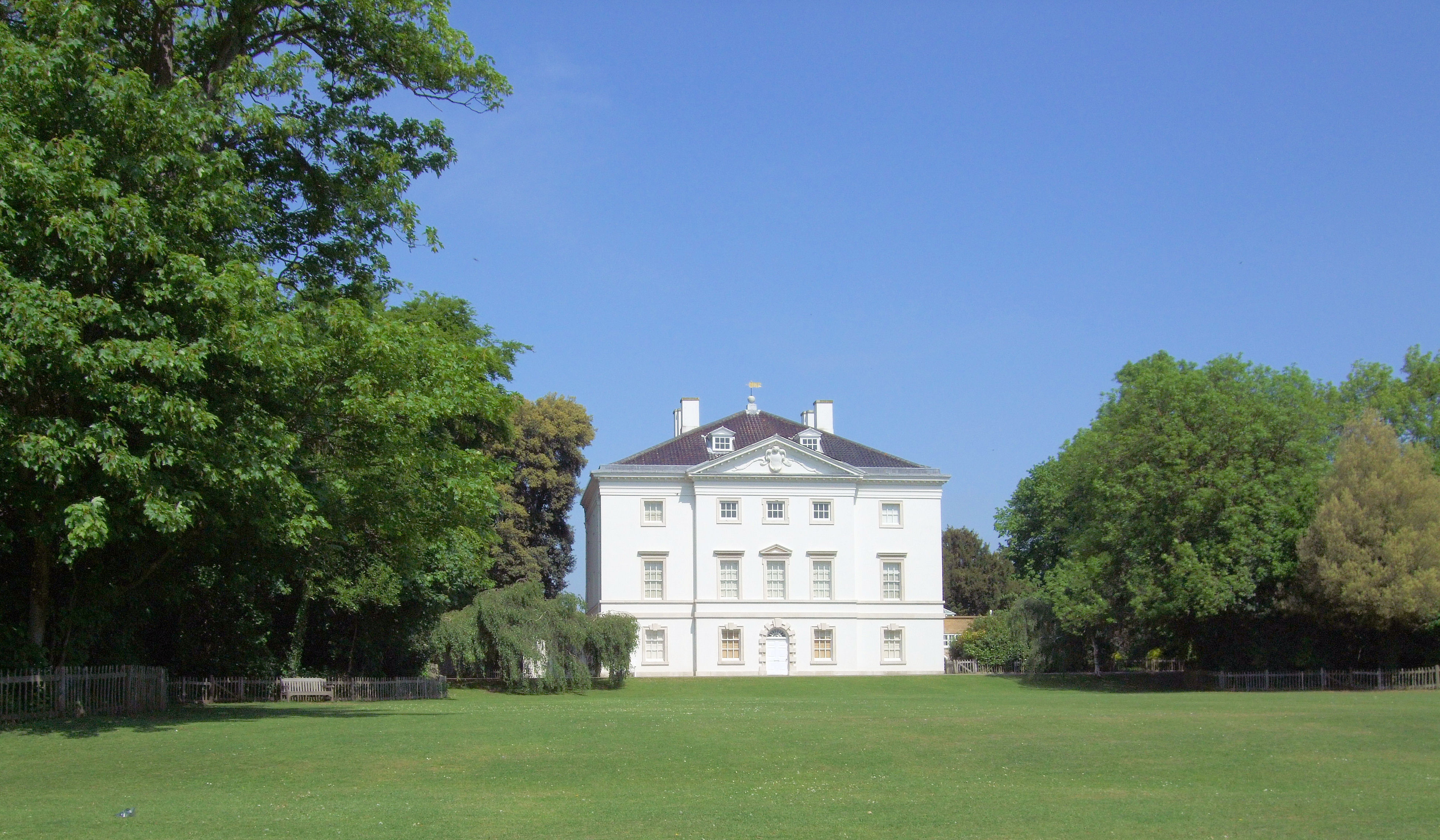
Marble Hill Park

## Personnalités

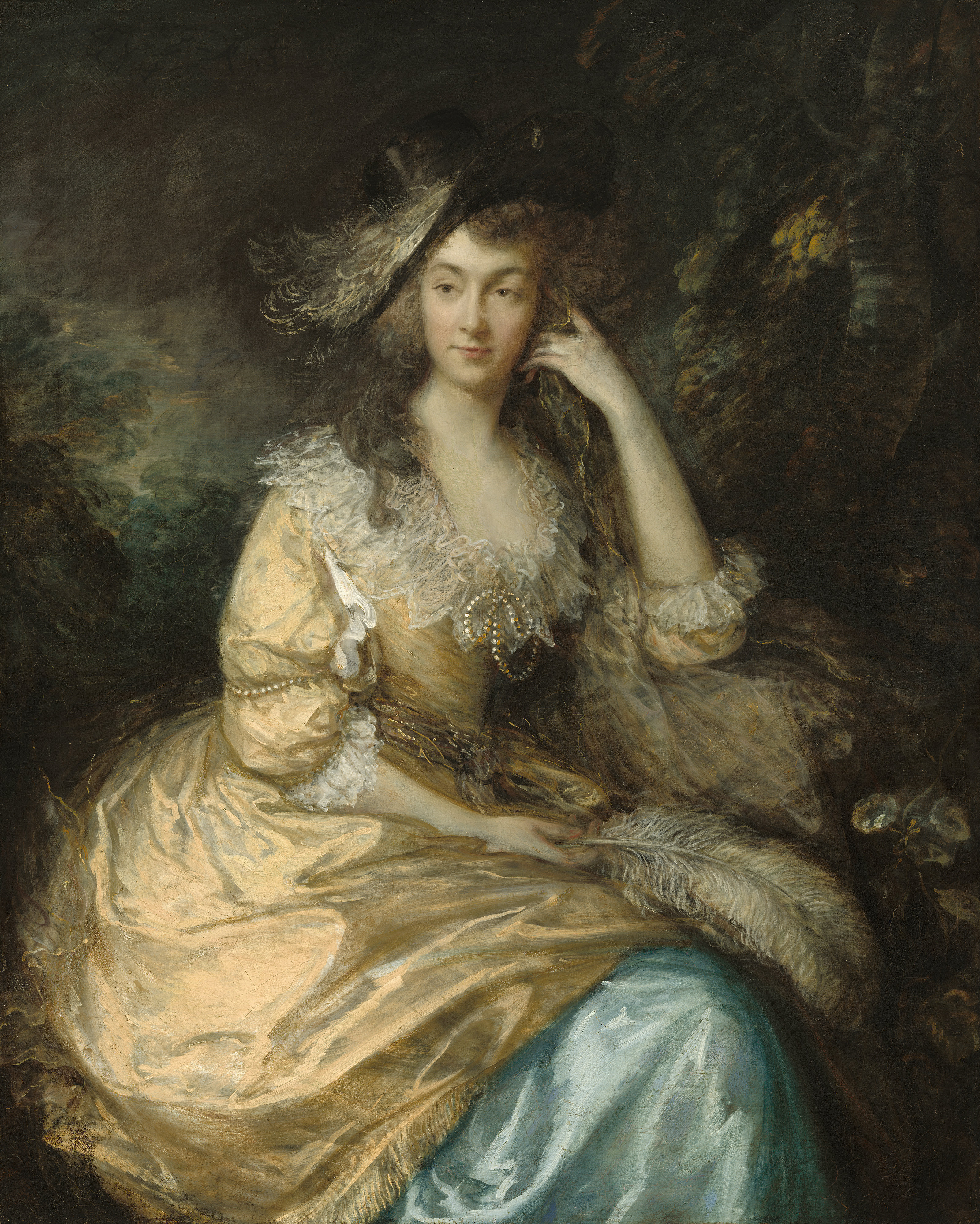
Frances Susanna
Lady de Dunstanville
v. 1786 par Gainsborough
National Gallery of Art

Les auteurs anglais Alexander Pope et Walter de la Mare ont habité à Twickenham. Celui-là est inhumé dans l'église anglicane de la ville. Le musicien et compositeur polonais Andrzej Panufnik a habité à Twickenham aussi.

## Infrastructures
Le stade de Twickenham accueille l'équipe d'Angleterre de rugby à XV. À quelques centaines de mètres de ce dernier, se trouve un stade plus petit surnommé The Stoop, qui, lui, accueille les matchs à domicile des équipes des Harlequins en rugby à XV et des Harlequins RL en rugby à XIII.
La ville possède un studio de cinéma et de télévision, les Twickenham Film Studios.